# Bucculatrix capreella
Bucculatrix capreella är en fjärilsart som beskrevs av Harry Krogerus 1952. Bucculatrix capreella ingår i släktet Bucculatrix och familjen kronmalar. Inga underarter finns listade i Catalogue of Life.